# Miguel Fernández-Braso
Miguel Fernández Braso (Villanueva del Arzobispo, Jaén, 1940) es un galerista, periodista, editor y escritor español, cuyo trabajo en todas sus facetas profesionales permitió conocer, en tiempos difíciles, las obras de artistas de la talla de Antoni Tàpies o Pablo Palazuelo, entre otros muchos, y que mantiene su actividad como galerista y autor.

## Biografía
Nacido en la localidad jienense de Villanueva del Arzobispo en plena posguerra española, hubo de conocer los años de hambre y miseria. Educado en un seminario durante un tiempo, en los años 1950, como muchas familias andaluzas, la suya se trasladó a Madrid. Allí pudo dar utilidad a su conocimiento del latín como profesor particular hasta que pudo introducirse en el periodismo (ABC y Pueblo), donde trabajó en las secciones culturales. Esos fueron sus primeros contactos con el mundo del arte, y también con movimientos como el Grupo El Paso. En 1971 abrió su primera galería en Madrid, Rayuela, y en 1975 fundó la revista Guadalimar, una publicación bimensual sobre artes plásticas donde se divulgó el quehacer de las vanguardias durante veintisiete años, y las obras y el trabajo de los mencionados Tapies y Palazuelo, así como de muchos otros, como el escultor Martín Chirino. En 2011, junto con sus hijos, abrió una nueva galería de arte en Madrid, en la calle Villanueva.

## Obras
Fernández-Braso es también autor de varios libros, entre los que destacan:
- Fernández-Braso, Miguel (1970). De escritor a escritor. Barcelona: Taber. OCLC 5635580., una recopìlación de entrevistas.
- — (1971). Conversaciones con Tàpies. Madrid: Rayuela. ISBN 8485253485. OCLC 9216968.
- — (1972). La soledad de Gabriel García Márquez: una conversación infinita. Planeta. ISBN 8432036757. OCLC 9521430. (reeditado en 1982)
- —; Cristóbal Gabarrón (1980). Gabarrón, trece apuntes y un epílogo. Madrid: Rayuela. ISBN 8485253469. OCLC 7944756.
- — (1983). Conversaciones con Alfonso Guerra. Barcelona: Planeta. ISBN 8432056936. OCLC 11520008.
- —; Xavier Valls (2001). Escuchando a Xavier Valls. Madrid: Guadalimar. ISBN 8460731588.
- — (2013). Memoria menor. Madrid: Guadalimar. ISBN 9788461662609.

### Prólogos
- Andrés Trapiello (1977). Experiencia plástica de Gabarrón. Valladolid: Miñón. p. 94. ISBN 843550123X.. Prólogo de Miguel Fernández-Braso.